# The Unauthorized Beverly Hills, 90210 Story
The Unauthorized Beverly Hills, 90210 Story (bra: A História Não Autorizada de Barrados no Baile) é um telefilme de 2015, baseado na série de televisão Beverly Hills, 90210, dos anos 90, dirigido por Vanessa Parise e produzido por Peter M. Green. Foi escrito por Jeffrey Roda. O telefilme segue a criação da série através de suas primeiras quatro temporadas, lidando com as relações entre os atores, entre os produtores Darren Star e Aaron Spelling e a atenção dos fãs e da mídia que o programa trouxe.

## Elenco
- Dan Castellaneta como Aaron Spelling
- Samantha Munro como Shannen Doherty
- Abbie Cobb como Jennie Garth
- Max Lloyd-Jones como Jason Priestley
- David Lennon como Ian Ziering
- Michele Goyns como Gabrielle Carteris
- Jesy McKinney como Luke Perry
- Ross Linton como Brian Austin Green
- Abby Ross como Tori Spelling
- Lini Evans como Candy Spelling
- Adam Korson como Darren Star
- Alyssa Lynch como Tiffani-Amber Thiessen

## Transmissão
O telefilme estreou em 3 de outubro de 2015 no Lifetime e no M3. No Brasil, estreou diretamente pela versão brasileira do canal pago Lifetime, em 23 de agosto de 2017.